# Shahrestān-e Lāhījān
Shahrestān-e Lāhījān (persiska: شهرستان لاهيجان, لاهيجان) är en delprovins (shahrestan) i Iran.   Den ligger i provinsen Gilan, i den norra delen av landet, 210 km nordväst om huvudstaden Teheran.
Delprovinsen hade 167 544 invånare 2016.